# Parathyone surinamensis
Parathyone surinamensis is een zeekomkommer uit de familie Cucumariidae.
De wetenschappelijke naam van de soort werd in 1867 gepubliceerd door Karl Semper.

## Synoniemen
- Cucumaria punctata Ludwig, 1875
- Semperia bermudensis Heilprin, 1888
- Phyllophorus palmae Ancona Lopez, 1962